# Shahab-4
Le Shahab-4 (Étoile fillante-4 en persan) est un missile balistique de moyenne portée développé par l'Iran. Il est présenté par les autorités iraniennes comme un engin lanceur spatial civil, et non comme un projet militaire. Selon des experts occidentaux, il serait basé sur le missile soviétique SS-4 (dont il reprendrait le propulseur RD-214), largement modifié par les technologies iraniennes, ainsi que sur le missile nord-coréen Taepodong-1. 

## Le lancement du projet
Il semblerait que le projet ait été lancé dans le début des années 1990 et qu'il ait été prévu pour être déployé en 2000. Son existence  a été révélée par le général J.H. Binford Peay en 1996. L'existence de ce programme de missile de moyenne portée a été révélé en novembre 1998 par Ali Shamkhani, alors ministre de la défense de la République Islamique d'Iran, mais cette information a ensuite été partiellement contredite par un second communiqué de février 1999 affirmant qu'il s'agirait d'un programme civil de lanceurs spatiaux ayant pour objectif de mettre en orbite des satellites civils. Cette dernière hypothèse serait confirmée par le développement d'un programme de satellites Zoreh, bien qu'un même programme de missile puisse avoir un double objectif (civil et militaire).
Les bases du développement du missile sont relativement bien connues. Il semblerait que l'industrie de l'armement iranienne se soit inspirée des missiles russes SS-4 qui datent des années 1950, ainsi que du missile nord-coréen Taepodong-1 (ce programme a été abandonné depuis). Il est aussi possible que le programme Shahab-4 soit en fait un développement du missile déjà existant Shahab-3. Cette relative incertitude ne permet donc pas de déterminer avec exactitude les caractéristiques principales du nouveau missile (ce qui explique le flou du tableau récapitulatif).
Le développement de ce missile a été confirmé par le test d'un moteur en février 1999. Ce test montre la volonté de l'Iran à ce moment de mener à son terme un programme de missile répondant à ces spécifications, ou du moins son intérêt pour certains aspects de ce programme, quelle que soit la base dont est extrapolé le Shahab-4.

## Son évolution récente

### Un retard dans le programme
Depuis le test du moteur de février 1999, aucun élément ne permet de confirmer la poursuite du programme Shahab-4. En effet, le déploiement opérationnel des premiers missiles avait d'abord été prévu pour 2000, puis 2002, mais celui-ci n'a pas eu lieu. Néanmoins, certains disent que ce missile pourrait être déployé de manière opérationnelle en 2009. Cette hypothèse serait confirmée par un tir supposé en janvier 2006, bien qu'une autre source indique que le premier Shahab-4 qui puisse être tiré pour test était en cours de construction en avril 2006.
Toutefois, les États-Unis et Israël disent avoir identifié un programme Shahab-4 toujours actif, et annoncent qu'au moins un prototype de Shahab-4 aurait été construit en 2003, ce à quoi s'ajouterait un lanceur spatial civil du Shahab-4. De plus, des sources israéliennes de juillet 2002 mentionnent non seulement un programme Shahab-4 et un programme Shahab-5 (en), mais aussi un programme Shahab-5B, mais ce rapport ne fournit aucun détail et reste douteux. Il est donc possible que le programme Shahab-4 ne soit pas destiné à la production, mais ne constituerait que des pistes de recherches dans le cadre du développement d'un missile Shahab-5 (en).

### Un programme annulé?
Mais il est aussi possible que le programme Shahab-4 ait été abandonné. En effet, dès février 1999, Ali Shamkhani a déclaré "The Shehab-3 missile is the last military missile Iran will produce. ...We have no plans for another war missile" (Le missile Shahab-3 est le dernier missile militaire que l'Iran produira. Nous n'avons pas d'autre projet pour un autre missile militaire). Il ajouta en mai 2002 "For now, we don't have a process or project called Shehab-4" (Pour le moment, nous n'avons pas de programme ou de projet nommé Shahab-4). Enfin, à la mi-2001, l'Iran a annoncé avoir lancé un plan de révision des projets et des programmes de missiles afin d'en rationaliser la production et la mise en place de ces missiles. Enfin, Duncan Lennox signale que l'Iran pourrait avoir définitivement abandonné le programme en 2003. Dans ce cas, il est possible qu'une partie du programme initialement dédié au Shahab-4 ait été transféré sur le Shahab-3 et ses améliorations successives Shahab-3B, Shahab-3C et Shahab-3D.